# Кумер, Джо
Джо Дэвид Кумер (англ. Joe David Coomer, 11 сентября 1917, Гринвилл — 18 октября 1979, Тайлер) — американский футболист, выступавший на позициях гарда нападения и тэкла. Победитель чемпионата НФЛ 1947 года в составе «Чикаго Кардиналс».

## Биография
После окончания школы Джо поступил в Колледж Остина, расположенный в Шермане. Во время учёбы он успешно играл за студенческую команду в футбол и баскетбол, а также занимался лёгкой атлетикой. Владелец «Питтсбург Стилерз» Арт Руни в 1941 году лично приезжал в колледж, чтобы привлечь игрока в свою команду. Джо стал одним из самых габаритных игроков профессионального футбола — его вес составлял почти 132 кг. В первом сезоне в профессиональном футболе Кумер сыграл за «Стилерз» в десяти матчах, в шести из них в стартовом составе команды. В январе 1942 года Джо принял участие в Пробоуле — Матче всех звёзд НФЛ.
С 1942 по 1945 год Кумер проходил военную службу, вернулся из армии после окончания боевых действий в Европе. В 1943 году он женился на Миртл Хейни, с которой прожил всю жизнь. В 1945 году Джо выступал на объединённую команду Чикаго и Питтсбурга «Кард-Питт». Такие команды были созданы в качестве временной меры из-за большого числа игроков, призванных в армию. В 1946 году он окончил колледж и перешёл в состав «Чикаго Кардиналс», за которых выступал до 1949 года. В 1947 году Кумер вместе с командой стал победителем чемпионата НФЛ, а на следующий сезон «Чикаго» уступил в финале «Филадельфии».
После окончания футбольной карьеры Джо переехал в Луизиану и работал в нефтяной компании Gulf Oil, а затем вошёл в число учредителей фирмы Slant Oil. Позднее фирма была продана компании Smith International. Кумер также был активным участником парамасонского общества Shriners, участвовал в сборе денег для медицинских учреждений организации. Скончался он от сердечного приступа в 1979 году. На момент смерти его вес составлял примерно 235 кг. Похоронен Джо на кладбище Уэбб-Хилл в Вулф-Сити.
В 1981 году Джо Кумер был избран в Зал славы школы Гринвилл. В 2004 году, после смерти Миртл, их дом в Уайтхаусе был передан в пользу больниц общества Shriners в Галвестоне и Шривпорте.